# (8516) Hyakkai
(8516) Hyakkai (1991 TW1) – planetoida z pasa głównego asteroid okrążająca Słońce w ciągu 4,57 lat w średniej odległości 2,75 au. Odkryta 13 października 1991 roku.